# Ovale di Gangneung
L'ovale di Gangneung (강릉 스피드 스케이팅 경기장?) è un impianto sportivo indoor dotato di pista di pattinaggio di velocità su ghiaccio, costruito all'interno del parco Olimpico di Gangneung, in occasione dei Giochi Olimpici invernali del 2018.

## Storia
La costruzione della struttura ha avuto inizio il 29 ottobre 2014, con un costo stimato di 131,1 milioni di won sudcoreani. I piani originali prevedevano di costruire la struttura presso il Gangneung Science Park ma a causa dello spazio limitato e delle proteste dei residenti successivamente si è deciso di costruire la struttura nel parco olimpico.
I lavori sono terminati nel gennaio 2017, in tempo per ospitare il primo evento pre-olimpico, i Campionati mondiali di pattinaggio di velocità su distanza singola 2017. Nel febbraio 2018, l'impianto ospiterà, appunto, le gare di pattinaggio di velocità dei XXIII Giochi olimpici invernali. In origine, era previsto che al termine dei giochi l'impianto sarebbe stato smantellato, tuttavia nel maggio 2016 il comitato organizzatore ha dichiarato che la struttura non sarà demolita poiché era stato trovato un utilizzatore per il post giochi.